# Agouraï
 (août 2015).
Si vous disposez d'ouvrages ou d'articles de référence ou si vous connaissez des sites web de qualité traitant du thème abordé ici, merci de compléter l'article en donnant les références utiles à sa vérifiabilité et en les liant à la section « Notes et références ».
Agouraï (en berbère : ⴰⴳⵓⵔⴰⵢ ; en arabe : أݣوراي) est une ville et commune urbaine du Maroc. Elle est située dans la région de Fès-Meknès, habitée par la tribu des Guerwanes.
Agourai est une petite ville agricole et commerciale, avec des artisans locaux, des banques et des terrains à vendre.

## Kasbah d'Agouraï
Avec l’avènement de Moulay Ismaïl et jusqu’à la fin du XIXe siècle, les sultans alaouites déployèrent tous leurs efforts pour contenir l’avancée vers le Saïss des tribus berbères Sanhaja des Haut et Moyen Atlas ; ainsi ils construisirent un chapelet de kasbah tout autour de Meknès et le long de Trik Es-Soltan ; c’est dans ce cadre que s’inscrit l’édification de la kasbah d’Agouraï sous le règne de Moulay Ismaïl qui la dota d’une garnison militaire abritant des soldats avec leurs familles.
La superficie de cette fortification carrée (100 m de côté) atteint un hectare. Les remparts, hauts de 8 mètres, jalonnées d’une série de tours carrées et percés d’une seule grande porte. Cette kasbah est le monument le plus célèbre à Agouraï.

## Démographie
Impossible de compiler l'entrée EasyTimeline :

Timeline generation failed: 1 error found

Line 16:    from:0 till:19158 width:15  text:19158 textcolor:red  fontsize:8px

- Plotdata attribute 'till' invalid.

```
 Date '19158' not within range as specified by command Period.

```

Population générale
	•	2024 : environ 19 158 habitants (source : recensement HCP)  
	•	2014 : 16 651 habitants
	•	2004 : 13 291 habitants
	•	1994 : 10 033 habitants
➡️ Une croissance de +3 500 habitants entre 2014 et 2024 (≈ +21 %) ().